# Rio Cabaçal
Rio Cabaçal är ett vattendrag i Brasilien.   Det ligger i delstaten Mato Grosso, i den centrala delen av landet, 1 000 km väster om huvudstaden Brasília.
Omgivningarna runt Rio Cabaçal är huvudsakligen savann. Runt Rio Cabaçal är det mycket glesbefolkat, med 3 invånare per kvadratkilometer.